# 2300 AD
2300 AD es un juego de rol de ciencia ficción dura creado por Game Designers' Workshop, originalmente ofrecido como una alternativa al juego principal de la compañía, Traveller. De hecho originalmente fue llamado Traveller: 2300, pero debido a una confusión con el nombre, ya que utilizaba un sistema de reglas diferente al Traveller original, el juego fue retitulado 2300 AD para su segunda edición.
El arte de la 1.a. edición tenía un estilo parecido al de los cómics que para su segunda edición fue remplazado por un estilo más técnico.

## Ambientación
2300 AD se fija en el amanecer del 24.º siglo (entre 2298 y 2301 dependiendo del libro o del suplemento). En el final del siglo XX, un intercambio nuclear limitado ocurrió entre los Estados Unidos, China, la URSS y otras potencias atómicas (Esta es la misma "Twilight War" que se representa en el juego de rol Twilight: 2000, también producida por Game Designers' Workshop.) Durante los siguientes 3 siglos, la humanidad ha reconstruido y regresado al espacio. El Ascensor espacial o Beanstalk de interfaz orbital se ha construido, conectando la ciudad de Libreville, Gabón a un satélite de órbita geosíncrona (Gateway) Los medios prácticos para el viaje más rápido que la luz (MRL) han sido descubiertos, conduciendo a la exploración y eventual colonización de los planetas interestelares. Las naciones posteriores al Tratado de Westfalia se mantienen como dominantes, y la mayoría de las colonias espaciales se consideran como territorios de varias naciones de la Tierra. Esta sociedad de fin de siècle es análoga la era colonial Europea de los siglos 18 y 19 (de hecho, esta parece haber sido una gran fuente de inspiración para algunos de los otros juegos de GDW). El poder dominante, en la Tierra como en el espacio, es el Tercer Imperio Francés, que relativamente se escapó de la guerra nuclear abandonando a sus aliados de la OTAN al iniciar la guerra, y esto le dio ventaja en la carrera tecnológica. Las potencias competentes incluyen a Gran Bretaña, Manchuria, Alemania, y la alianza de América (Estados Unidos) y Australia, todos controlan ciertos planetas extrasolres ellos mismos. Otras potencias espaciales en menor grado son Azania, República Árabe Unida, Canadá, Texas, México, República Inca, Argentina, Brasil, Arabia, Japón, Cantón, Ucrania. Se pueden agregar las siguientes naciones si bien en 2300AD no poseían colonias todavía, si tenían presencia espacial, y en 2320AD casi todas ellas poseen colonias, algunas de estas naciones son Nigeria, Indonesia, Unión Escandinava, Rusia.
La humanidad se ha encontrado con diversas razas alienígenas, los cuales son decididamente extraños y verdaderamente alienígenas, desde los genéticamente diseñados Pentapod hacia los agresivos y violentos Kafer. Los Kafers son los más humanoides de las especies alienígenas, pero desafortunadamente un capricho en su fisiología hace que la guerra entre los Kafer y la humanidad sea inevitable. La fisiología Kafer produce una hormona, similar a la adrenalina en los humanos que también funciona como un acelerador sistema nervioso, en los Kafers hace "literalmente" más listos cuando empiezan a luchar. Por lo tanto, su civilización entera es dependiente de la violencia nstitucionalizada, que los hace extremadamente belicosos. En 2301 los Kafer comienzan una invasión al espacio humano que se vuelve costosa para ambos, atacantes y defensores, esta sirve como uno de los acontecimientos dramáticos principales del juego.

### Tecnología
Un dispositivo Más rápido que la luz llamado Stutterwarp Drive (¿impulsor de deformación?) le permite a la humanidad colonizar otros sistemas planetarios. Las naves pueden usualmente recorrer 3.5 años luz por día en máxima velocidad; la limitación real del Stutterwarp Drive es que solo puede propulsar una nave a una distancia máxima de 7.7 años luz antes de que necesite entrar a un pozo gravitacional para descargar su radiación letal que de otra manera mataría a la tripulación. Debido a que las naves necesitan alcanzar una estrella/planeta dentro de esta distancia, el efecto de esta limitación es la creación de corredores a lo largo de los cuales el viaje y el comercio se conducen y las guerras se luchan. Hay 3 corredores importantes en el espacio conocido, llamados Brazos nombrados así por las naciones que los dominan (así hay el Brazo Francés, el Brazo Chino y el Brazo Estadounidense). La expansión de la humanidad en el espacio se encuentra en una fase muy temprana; la exploración ha alcanzado un poco más de 20-40 años luz desde la Tierra.
En resumen, el nivel tecnológico de 2300 AD no es terriblemente más avanzado que el que tenemos en nuestros días. Esto representa que se refina o pone al día con la tecnología que usamos actualmente, con casos ocasionales de brechas predichas por la ciencia moderna. Los maravillosos clichés tecnológicos de las space opera están deliberadamente ausentes (con la excepción notable del MRL). Por ejemplo, el combate más personal todavía se conduce con las armas que encienden proyectiles que son químicamente proyectados, aunque existen las armas de energía.
Por otra parte, no existe un tipo de manipulación de gravedad, por lo que las naves espaciales deberán estar construidas para explicar las condiciones de micro-gravedad y la transferencia desde el espacio a una superficie planetaria (o viceversa) es todavía costosa. Las propiedades y limitaciones del Stutterwarp drive y todas las demás tecnologías se definen con bastante detalle, a fin de impedir la utilización de los avances tecnológicos como deus-ex-machina para resolver las situaciones problemáticas que son tan comunes en el Space Opera.

### Naciones Importantes
A continuación se listan las naciones ficticias que cubren el mapa político del juego, ordenadas por región geográfica.

#### África
- República Árabe Unida
- Azania
- Nigeria
- África Francesa

#### América
- Canadá
- America (Estados Unidos)
- Texas
- México
- República Inca
- Argentina
- Brasil
- Bolivia
- Chile
- Guyana
- Venezuela

#### Asia
- Japón
- China
- Indochina
- Indonesia
- Los Estados Hindúes
- Sudoeste Asiático
- Asia Soviética
- Arabia
- Armenia
- Kurdistán
- Confederación Palestina

#### Europa
- Francia
- Alemania
- Gran Bretaña
- La península ibérica
- Europa Central
- Los Balcanes
- Escandinavia
- Rusia
- Ucrania

#### Oceanía
- Australia

### Planetas Importantes

#### Núcleo Central
- Sol - Tierra
- Alpha Centauri - Tirane

#### Brazo Chino
- Delta Pavonis - Han Shan
- Beta Hydri - Daikoku
- Zeta Tucanae - Syuhlahm
- Rho Eridani - Heidelsheimat
- Epsilon Indi - Chengdu
- L 1159-16 - Haifeng1
- Tau Ceti - Kwantung
- Epsilon Eridani - Dukou
- Omicron2 Eridani - Montana
- DM-3 1123 - Austin's World
- Procyon - Paulo
- DM+20 5046 (Doris) - Doris (Kanata)2
- AC+17 534-105 - Eriksson1

#### Brazo Francés
- Neubayern - Nibelungen
- Queen Alice's Star - Beowulf
- DM+34 2342 - Kimanjano
- Xi Ursae Majoris - Kie-Yuma
- Beta Canum Venaticorum - Beta Canum 4
- 61 Ursae Majoris - Joi
- Henry's Star - Cráter
- Vogelheim - Adlerhorst
- Beta Comae Berenices - Nous Voila
- DM+36 2393 - Dunkelheim
- DM+27 2296 - Hochbaden
- Eta Bootis - Aurore
- DM+27 2296 - Hochbaden
- DM+36 2219 - Sans Sourci1
- DM+10 2531 - Freiland1

#### Brazo Estadounidense
- DM+2 3312 - King
- Mu Herculis - Hermes
- AC+48 1595-89 - Ellis
- DM+33 2777 - Botany Bay
- Zeta Herculis - Kingsland
- DM-34 11626 - Avalon1
- DM+5 3409 - Erie3
- DM+38 3095 - Highland4
- ???? - Alighieri4
- DM-4 4225 - Ploughshare3

Notas:

1: Mundo colonial en 2320AD.

2: En 2320AD, el sistema estelar tomó el nombre de Doris, y el planeta fue renombrado Kanata.

3: Mundo habitable, desde 2300AD existen asentamientos con el grado de «puestos de avanzada».

4: Mundo habitable, en 2320AD existen asentamientos con el grado de «puestos de avanzada».

### Razas Alienígenas
Los Alienígenas tienen un rol muy especial en 2300 AD. Mucho de la sensación de aventura de ciencia ficción consiste en el uso de tecnología y se fija en el contexto exótico de un mundo alienígena o una Tierra futura. Los humanos en el siglo 24 están más fuertemente relacionados como consecuencia de mejores métodos de comunicación y transportes más veloces, así como la necesidad de mantener una cultura común a través de los sistemas estelares, pero las diversas culturas humanas no están tan cercanas como para perder los rasgos que las identifican como naciones individuales. De hecho, el número de "nacionalidades" humanas ha crecido con la colonización de nuevos mundos.
Pero las diferencias entre las culturas humanas no son nada comparadas con lo alienígenas que son las razas encontradas en otros mundos diferentes a la Tierra, nacidas bajo los soles de otras estrellas son a menudo esencialmente diferentes al Sol. La ecología de un mundo puede ser alienígena para los humanos y causar problemas a lidiar con ella, pero la extrañeza de ellas no se compara con las dificultades de encontrar una inteligencía alienígena.
En su exploración de las estrellas, los humanos han conocido 7 razas alienígenas conscientes (una octava raza fue encontrada por el Bayern que aún no ha sido reportada). Los miembros de estas razas no son biológicamente muy diferentes a los humanos, en cambio sus procesos mentales y culturas son radicalmente diferentes. Los seres humanos no han tenido mucho tiempo para conocer bien a estas razas alienígenas, ni para desarrollar técnicas más generales de negociación con nuevos contactos. El primero de los contactos fue hace unos 50 años atrás, cuando los Sung fueron descubiertos en el Brazo Chino (y los malentendidos provocados por una carente comprensión de lenguaje en cuanto a naturaleza y costumbres alienígenas en este primer contacto condujeron a la "Guerra de Esclavizadores"). Desde este hecho otras 6 razas han sido descubiertas -desde los ultraprimitivos Klaxun a los amistosos bioingenieros Pentapod, a los violentos Kafer. Humanistas y Xenobiologos están comenzando a tener progreso en la teoría de relaciones alienígenas, y hay mucho trabajo por hacer en este importante campo que por su naturaleza se ve forzado a ser el pionero con cada nueva raza encontrada.
Para la mayor parte de los seres humanos que viven en el siglo 24, los Sung, Xiang, Klaxun, Eber, Pentapods, Ylii e incluso los Kafers son misteriosos y extraños. Los miembros de la raza alienígena encontrada por el Bayern han sido llamados Littleguys.
Aquí se listan algunas de las razas:
- Kafer: Originarios del 2.º de los 5 planetas que orbitan Gamma Serpenti.
- Pentapod: Los Pentapods vienen del 1.er. planeta de los 2 que orbitan a BD+43 1953, una pequeña estrella roja.
- Ylii: Los Ylii son una raza muy antigua, posiblemente alcanzaron el vuelo espacial 100,000 años atrás, aunque la certeza de esta fechas no pueden ser corroboradas. Su planeta hogar orbita a SS-27 6854.
- Klaxun: La emergente civilización Klaxun fue descubierta casi por accidente en un mundo que orbita la estrella BD+17 2611.
- Sung: Los Sung son provenientes de Stark, el 3.er. planeta en órbita de BD+4 123. Es un mundo levemente más pequeño que la Tierra, y con un poco menos de gravedad.
- Xiang: El planeta hogar de los Xiang es una luna que orbita a un gigante gaseoso, el 5.º planeta alrededor de BD+4 123.
- Eber: Si bien alguna vez poseyeron 3 colonias, los Ebers ahora solo habitan el 4.º planeta de 82 Eridani.
- Little Guys

## Influencia
La historia de fondo de 2300 AD es una continuación de la guerra nuclear desarrollada en el juego de rol Twilight 2000 publicado por la misma compañía. Un juego de estrategia llamado "El Gran Juego" fue usado para desarrollar el fondo histórico de 2300 AD.[cita requerida]
El juego tiene algunas influencias muy obvias. En varios suplementos y aventuras uno puede encontrar los caracteres, las situaciones y el equipo que fueron modelados claramente en artículos de películas populares y de novelas de la ciencia ficción. Por ejemplo: Armas, armaduras de combate y el cargador de energía de la película Aliens.[cita requerida]
La raza alienígena Kafer (insectos) no son similares a los insectos de Tropas del espacio, de Heinlein, pero fueron modelados algo después de una versión menos sofisticada del "Depredador" (de la película del mismo nombre), complementado con naves y armamento avanzado. Hay también (aparentemente), una inclinación análoga por parte de los Kafers hacia el monstruo soviético, con tecnología menos avanzada que el oeste pero producida en masa y eficaz. [cita requerida]
Finalmente, los autores agregaron campaña de Cyberpunk al juego con la publicación del "Earth/Cybertech Sourcebook" y dos aventuras para lo mismo, intentando capitalizar en el Cyberpunk el capricho de los años 90. Las referencias de los trabajos tales como Neuromante o Blade Runner aparecen inevitablemente.[cita requerida]

## Publicaciones

### Sistemas de juego
- 2300 AD boxed set - Reglas básicas
- Star Cruiser. Game Designers' Workshop. 1987. ISBN 0943580358.. Construcción de naves y tablero táctico.

### Libros de información
- Rob Caswell; Steve Venters (febrero de 1998). Colonial Atlas. Game Designers' Workshop. ISBN 0943580587.
- Aurore Sourcebook. Game Designers' Workshop. 1987. ISBN 0-943580-37-4.
- J. Andrew Keith; Steve Venters (noviembre de 1987). Nyotekundu Sourcebook. Game Designers' Workshop. ISBN 0-943580-42-0.
- J. Andrew Keith (1988). Invasion. Game Designers' Workshop. ISBN 0-943580-67-6.
- Rob Caswell; Steve Venters (febrero de 1988). Kafer Sourcebook. Game Designers' Workshop. ISBN 0-943580-58-7.
- Lester W. Smith (febrero de 1989). Earth/Cybertech Sourcebook. Game Designers' Workshop. ISBN 1-55878-014-9.
- Ships of the French Arm. Game Designers' Workshop. 1987. ISBN 0-943580-34-X.
- Loren K. Wiseman (agosto de 1988). Ground Vehicle Guide. Game Designers' Workshop. ISBN 0-943580-99-4.
- Equipment Guide. Game Designers' Workshop. 1988. ISBN 1-55878-004-1.

### Suplementos y Aventuras
- Kafer Dawn
- Ranger
- Bayern
- Beanstalk
- Energy Curve
- Mission Arcturus
- Deathwatch Program (subcampaña Cyberpunk)
- Rotten to the Core (subcampaña Cyberpunk)

### Productos de otras Compañías
- Operation: Overlord (aventura durante la guerra contra los Kafer, publicada por 3W Games)
- U.S.S. Hampton (planos de la nave, publicada por Seeker Gaming Systems)
- S.S. Virginia (planos de la nave, publicada por Seeker Gaming Systems)

### Artículos en revistas
Muchas revistas de ramo RPG publicaron artículos de 2300 AD, pero Challenge la revista propia de GDW sobresalió por calidad de sus contribuciones a 2300 AD.[cita requerida]

### Nueva Versión
- 2320AD, de QuikLink Interactive. Es un libro de información con reglas del Traveller D20.
- 2320AD continua con la línea temporal de Twilight 2000 - 2300AD, a partir de una supuesta guerra nuclear limitada entre la URSS, China y los EE. UU. alrededor de los principios del siglo XXI.